# Osterbach (Weser)
Der Osterbach ist ein 5,9 km langer, orografisch rechter bzw. östlicher Nebenfluss der Weser im ostwestfälischen Kreis Minden-Lübbecke in Nordrhein-Westfalen.

## Geographie
Der Kleinfluss hat keine eindeutige Quelle. Das Quellgebiet liegt im Ortsteil Lerbeck der ostwestfälischen Stadt Porta Westfalica.
Der Osterbach entspringt am Nordhang des Wesergebirges in Lerbeck. Dort werden die landwirtschaftlichen Flächen zum Anbau von Kulturpflanzen genutzt. Zur Entwässerung derselben sind dort viele Gräben gezogen, die das Gebiet nach Norden hin entwässern. Der Osterbach ist der Hauptgraben dieser Entwässerung. Über den Mindener Stadtteil Meißen fließt er über die östlichen Stadtgebiete von Minden bis zur Weser. In Meißen hängt er eng mit den bis 1936 gepflegten Röthekuhlen zusammen. Dort wurde Flachs gewässert und das nötige Wasser dem Fluss entnommen.
Beim Bau der Bahnstrecke der Köln-Mindener Eisenbahn-Gesellschaft, die dort auf einem hohen Damm liegt, ist für den Osterbach südlich des Bahnhofs Minden und der Bahnhofsfestung ein Durchlass gebaut worden, sodass er bis an die Grenzen des Brückenkopfs fließen kann. Diesen umrundet er im Norden, bis er bei Stromkilometer 202 nördlich des Jahn-Sportplatzes in die Weser mündet.
In der Bestandsaufnahme der Wasserrahmenrichtlinie von 2005 wurde der Fluss mit einer Gewässergüte der Stufe 5, und damit die schlechteste Klassifizierung, eingestuft.
Die Stadt Minden hat die Renaturierung des Osterbachs im Rahmen eines Gesamtkonzepts mit dem Arbeitstitel „Neues Leben am Kohlenufer“ in ihre Planungen aufgenommen. Die Umsetzung soll frühestens 2020 stattfinden.

## Hochwasser
Beim Hochwasser der Weser staut sich das abfließende Wasser des Osterbachs am Rechten Weserufer der Stadt Minden zurück und aufgrund des geringen Gefälles des Osterbachs kann das Hochwasser den Fluss hinauf kriechen. So sind die Weserwiesen unter der Bunten Brücke am Rechten Weserufer regelmäßig überflutet. Aber auch die Wiesen östlich des Bahndammes werden vom Hochwasser in Mitleidenschaft gezogen.

## Landschaftsschutz
Der Fluss durchläuft mehrere Landschaftsschutzgebiete, die sich südlich der Ortslage Dankersen und in der Auenlandschaft der Weser befinden.

## Geschichte
Der Osterbach mündet bei Kilometer 202 in die Weser. In den Weserwiesen am Rechten Weserufer wurde 1926 das Naturbad Ludwigsbad zwischen Jahn-Sportplatz und Kleinbahnbrücke errichtet. Das nötige Wasser wurde dem Fluss entnommen. Das Mindener Ludwigsbad hatte eine 50-Meter-Bahn und einen entsprechenden Wasserbedarf. Das Bad wurde in den 1950er Jahren zugeschüttet.